# Пироги відчаю
Пиріжки відчаю  (англ. Desperation pies) — це пироги американської кухні, виготовлені з таких складників, як вершкове масло, цукор, яйця та борошно, а також з використанням інших інгредієнтів, які кухарі мали під рукою, щоб замінити інгредієнти, які не в сезон або занадто дорогі. Ці пироги були поширені у часи скрути, такі як Велика депресія та Друга світова війна.

## Історія
До створення морозильника домогосподарки могли готувати лише з інгредієнтами, які були в сезон, і тому не могли готувати фруктові пироги, як яблучний пиріг, коли фрукти були недоступні або ціни були занадто високі. Зелений томатний пиріг зазвичай готували як макет яблучного пирога в 19 столітті.
Оцтові пироги еволюціонували в кухню Середнього Заходу США як замінник лимонів, щоб збалансувати солодкість наповнення заварним кремом. Шоколадний пиріг, шаховий пиріг та цукровий пиріг також були загальноприйнятими пирогами 19 століття, виготовленими зі скобами для комори. Пиріг з пахтою — це також пиріг відчаю.